# شرکت سونی آمریکا

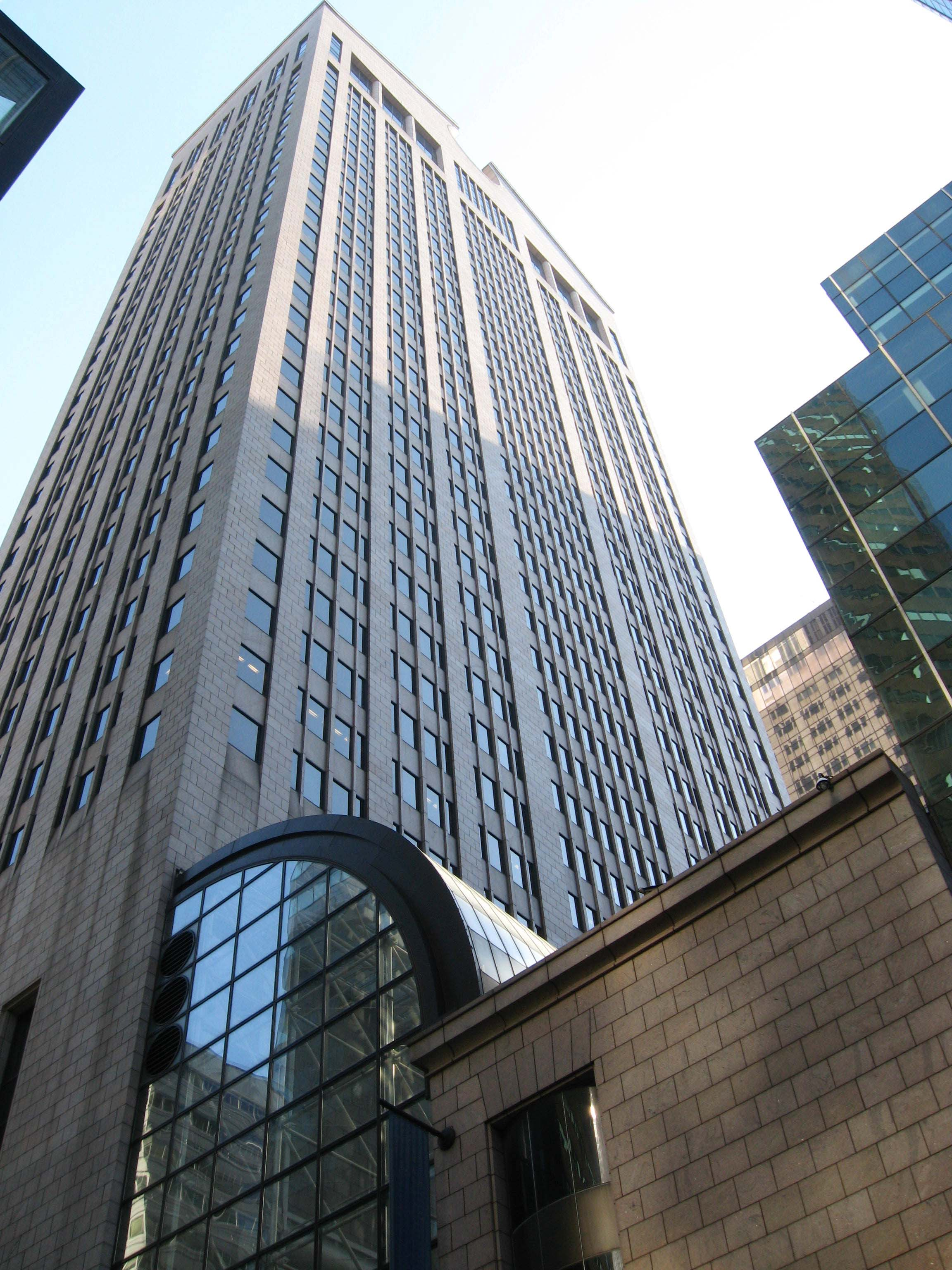
دفتر مرکزی سابق SCA در برج سونی، در منهتن.

شرکت سونی آمریکا (به انگلیسی: Sony Corporation of America (SCA)) یک شرکت تابعه از شرکت کنونی ژاپنی سونی که در نیویورک واقع است. این شرکت دفتر مرکزی سونی در ایالات متحده است که زیر نظر آن همه شرکت‌های سونی در ایالات متحده فعالیت دارند و در بورس اوراق بهادار نیویورک ثبت شده‌اند.

## شرکت‌های وابسته
| نام                         | تاسیس           | موقعیت                     | Parent company              |
| --------------------------- | --------------- | -------------------------- | --------------------------- |
| سونی الکترونیک آمریکا       | ۱۵ فوریه، ۱۹۶۰  | سن‌دیگو، کالیفرنیا          | شرکت سونی آمریکا            |
| سونی اینترتیمنت             | ۲۰۱۲            | نیویورک سیتی، نیویورک      | شرکت سونی آمریکا            |
| سونی پیکچرز اینترتیمنت      | ۷ آگوست، ۱۹۹۱   | کالور سیتی، کالیفرنیا      | سونی اینترتیمنت             |
| سونی پیکچرز اینترتیمنت ژاپن | ۱۰ فوریه، ۱۹۸۴  | توکیو، ژاپن                | سونی پیکچرز اینترتیمنت      |
| سونی پیکچرز موشن پیکچر گروپ | ۱۹۹۸            | کالور سیتی، کالیفرنیا      | سونی پیکچرز اینترتیمنت      |
| سونی پیکچرز هوم اینترتیمنت  | ژوئن ۱۹۷۸       | کالور سیتی، کالیفرنیا      | سونی پیکچرز موشن پیکچر گروپ |
| سونی واندر                  | ۲۶ ژوئیه، ۱۹۹۱  | نیویورک سیتی، نیویورک      | سونی پیکچرز هوم اینترتیمنت  |
| سونی پیکچرز تلویژن          | نوامبر ۱۹۴۸     | کالور سیتی، کالیفرنیا      | سونی پیکچرز اینترتیمنت      |
| سونی میوزیک                 | ۲۰۰۸            | نیویورک سیتی، نیویورک      | سونی اینترتیمنت             |
| انتشارات موسیقی سونی/ای‌تی‌وی | ۱۹۵۵            | نیویورک سیتی، نیویورک      | سونی اینترتیمنت             |
| سونی اینتراکتیو انترتینمنت  | ۱۶ نوامبر، ۱۹۹۳ | سان ماتیو، کالیفرنیا       | شرکت سونی آمریکا            |
| شرکت دیسک دیجیتال صوتی سونی | ۱۹۸۳            | تره‌هوت، ایندیانا، ایندیانا | شرکت سونی آمریکا            |
| ارتباطات همراه سونی         | ۱ اکتبر، ۲۰۰۱   | سان ماتیو، کالیفرنیا       | ارتباطات همراه سونی AB      |

### سایر شرکت‌های تابعه
- بازی‌های آنلاین عمومی سونی پلازا (نیویورک سیتی، نیویورک)
- بایگانی اپتیک سونی (قبلاً بایگانی نوری، سان خوزه، کالیفرنیا)[۹]
- سونی بیوتکنولوژی (قبلاً فناوری مأموریت آی سیتی، شمپین، ایلینوی)[۱۰][۱۱]
- شرکت ماکرونیکس (ردموند، واشینگتن)[۱۲]